# Greg Fox
Gregory Brent „Greg“ Fox (* 12. August 1953 in Port McNeill, British Columbia) ist ein ehemaliger kanadischer Eishockeyspieler, der im Verlauf seiner aktiven Karriere zwischen 1971 und 1985 unter anderem 538 Spiele für die Atlanta Flames, Chicago Black Hawks und Pittsburgh Penguins in der National Hockey League (NHL) auf der Position des Verteidigers bestritten hat. Seinen größten Karriereerfolg feierte Fox jedoch in Diensten der Nova Scotia Voyageurs mit dem Gewinn des Calder Cups der American Hockey League (AHL) im Jahr 1977.

## Karriere
Fox begann seine Juniorenkarriere in der Saison 1971/72 bei den Kelowna Buckaroos in der British Columbia Junior Hockey League (BCJHL), wo er nach 44 Scorerpunkten in 53 Spielen ins First All-Star Team der Liga berufen wurde. Anschließend wechselte der Verteidiger in die Vereinigten Staaten, da er ein Studium an der University of Michigan begann. Dort spielte er parallel für die Eishockeymannschaft der Universität, die Wolverines. Mit dem Team lief er vier Spielzeiten lang in der Central Collegiate Hockey Association (CCHA), einer Division im Spielbetrieb der National Collegiate Athletic Association (NCAA), auf. Bereits nach seinem ersten Collegejahr war der Student im NHL Amateur Draft 1973 in der elften Runde an 162. Position von den Atlanta Flames aus der National Hockey League (NHL) ausgewählt worden. Er verbrachte jedoch noch drei weitere Jahre auf dem Campus, fungierte in seinem letzten Spieljahr als einer von drei Mannschaftskapitänen und beendete das Studium mit einem Bachelor of Business Administration.
Zur Spielzeit 1976/77 wechselte der 23-jährige Abwehrspieler in den Profibereich, nachdem er einen Vertrag in der Organisation der Atlanta Flames unterzeichnet hatte. Den Großteil der folgenden zwei Spieljahre verbrachte Fox aber auf Leihbasis im Kader der Nova Scotia Voyageurs, dem Farmteam der Canadiens de Montréal. Mit ihm gewann er in seiner Rookiesaison den Calder Cup der American Hockey League (AHL). Im Verlauf der Saison 1977/78 debütierte der Defensivspieler schließlich für Atlanta in der NHL. Nachdem er in der folgenden Spielzeit zum Stammspieler avanciert war, wurde er im Verlauf des Spieljahres Teil eines insgesamt acht Spieler umfassenden Transfergeschäfts. Es war der bis dato – an involvierten Spielern gemessen – größte Tauschhandel der NHL-Geschichte. Gemeinsam mit Tom Lysiak, Harold Phillipoff, Pat Ribble und Miles Zaharko wurde Fox im Tausch für Ivan Boldirev, Darcy Rota und Phil Russell an die Chicago Black Hawks abgegeben.
Bei den Black Hawks war Fox für die folgenden fast fünf Jahre ebenfalls Stammspieler in der NHL. Im Verlauf der Stanley-Cup-Playoffs 1982 und 1983 erreichte er mit Chicago jeweils das Conference-Finale. Im Dezember 1983 wurde der mittlerweile 30-Jährige im Tausch für Randy Boyd zu den Pittsburgh Penguins transferiert, wo er die Saison 1983/84 beendete. Nachdem er in der Spielzeit 1984/85 sowohl für die Penguins als auch deren Farmteam Baltimore Skipjacks gespielt hatte, zog er sich nach dem Ende der Spielzeit aus dem professionellen Sport zurück.
Nach seinem Karriereende kehrte Fox in die Umgebung von Atlanta zurück und eröffnete dort mehrere Restaurants der Fast-Food-Kette Domino’s Pizza.

## Erfolge und Auszeichnungen
- 1972 BCJHL First All-Star Team
- 1977 Calder-Cup-Gewinn mit den Nova Scotia Voyageurs

## Karrierestatistik
(Legende zur Spielerstatistik: Sp oder GP = absolvierte Spiele; T oder G = erzielte Tore; V oder A = erzielte Assists; Pkt oder Pts = erzielte Scorerpunkte; SM oder PIM = erhaltene Strafminuten; +/− = Plus/Minus-Bilanz; PP = erzielte Überzahltore; SH = erzielte Unterzahltore; GW = erzielte Siegtore; 1 Play-downs/Relegation; Kursiv: Statistik nicht vollständig)